# DJ Patife

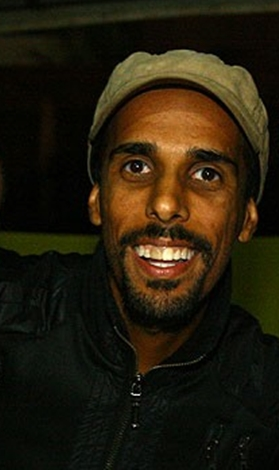
DJ Patife

DJ Patife (* 15. September 1977 in São Paulo; eigentlich Wagner Borges Ribeiro de Souza) ist ein brasilianischer Drum-and-Bass-DJ.
Er bekam durch seinen Freund DJ Marky Kontakt zur Drum-and-Bass-Szene, als er in einem Plattenladen arbeitete. 1997 tourte er zusammen mit Marky durch Europa. Im Jahr 2000 veröffentlichte er sein erstes Album, „Sounds of Drum ’n’ bass“. Patife gelang mit dem Remix des Stückes „Pra Você Lembrar“ von Max de Castro ein Erfolg in der Londoner Szene. 2001 brachte er das Album „Cool Steps – Drum'n'Bass Grooves“ heraus; 2006 folgte seine dritte Platte „Na Estrada“.